# Tangent (klaviatur)
 For alternative betydninger, se Tangent. (Se også artikler, som begynder med Tangent)
Tangent bruges om tasterne på et klaviatur. Klaviaturet kan være tilknyttet et klaver, en synthesizer, en computer eller en skrivemaskine. Tangenten kan overføre at anslag både mekanisk og elektronisk.
Ifølge vestlige skalaer går tonerne: A, A#, B, C, C#, D, D#, E, F, F#, G, G#, og starter derpå forfra (på A), dette udgør hvad der kaldes en oktav. # betyder 1 halv-tone op. Dette kunne erstattes med b(en halvtone ned). fx, A#=Bb, Db=C#.